# UNDER NIGHT IN-BIRTH
『UNDER NIGHT IN-BIRTH』（アンダーナイト インヴァース）は、セガが2012年に発売したアーケードゲーム。公式でも用いられている略称は『UNI』。

## 概要
『MELTY BLOOD』シリーズを手がけたエコールソフトウェアとフランスパンの共同開発による、完全オリジナルの2D対戦型格闘ゲーム。『MELTY BLOOD』のテイストを継承しつつ、独自システムや手書きによる高精細ドット絵のHDグラフィック（720p）などの進化を取り入れている。世界観はいわゆるライトノベル的な超常系ファンタジーである。
『MELTY BLOOD』と違う点は、ジャンプに対するリスクを背負わせ、地上戦、空中戦両方に長短を持たせた点にある。また、リーチの長い攻撃を持つキャラクターが多く、それに対応して任意で強力なガードができる「シールド」などを駆使した攻防戦も重要となる。
ALL.Net P-ras MULTIに対応しており、カードによる戦績などの保存のほか、連動携帯サイト「インヴァースフロント」でのデータの閲覧、ユーザーアイコンやネームカードのカスタマイズや、「IP」と呼ばれるプレイすることによって貯まるポイントでキャラクターのカラーを購入することも可能。
2013年9月5日にはバージョンアップ版である『UNDER NIGHT IN-BIRTH Exe:Late』（アンダーナイト インヴァース エクセレイト）がリリースされ、これに伴い無印の配信は終了した。
2014年7月24日にはアークシステムワークスからPlayStation 3版『Exe:Late』が発売。
2015年7月23日より、アーケード版のアップデートバージョンである『UNDER NIGHT IN-BIRTH Exe:Late[st]』（アンダーナイト インヴァース エクセレイト エスト）が稼働。なお、無印版と異なり『Exe:Late[st]』配信後も前作『Exe:Late』のALL.Net P-ras MULTIでの配信は続いている。
2016年7月12日には家庭用『Exe:Late』のSteam版が配信開始。Windows 7以上対応。また、『Exe:Late[st]』の家庭用版が2017年7月20日にPS3、PlayStation 4、PlayStation Vitaで発売され、Steam版では2018年8月21日に配信予定。家庭用『Exe:Late[st]』では、ストーリー面で初期稼働開始からキャラクター戦同士の台詞および関連商品でしか垣間見えなかったが、新たにキャラクター別の前日譚などを収録した「クロニクルモード」が導入される。また、トレーニングやチュートリアル関連も強化され、トレーニング中のネット対戦受け付けやコンボの教習を受けられるようになった、これに合わせて、公式サイトではシステムおよびキャラ全般の技のフレームや効果などの詳細リストが公開された。
2017年7月17日、EVO2017にて発表されたブレイブルーシリーズ最新作『BLAZBLUE CROSS TAG BATTLE』に、本シリーズのキャラクターが参戦することが公表された。
2020年2月20日には、新キャラ・新技追加と大幅な修正が施された最新作『UNDER NIGHT IN-BIRTH Exe:Late[cl-r]』（アンダーナイトインヴァース エクセレイト クレア）が家庭用としてPlayStation 4とNintendo Switchで発売。
2024年1月25日には、新キャラクター追加とUIの刷新、2種類の新システム実装などが実施された『UNDER NIGHT IN-BIRTH II Sys:Celes』の発売が告知。
なお、フランスパンがネット配信（TwitchおよびYoutube）しているふらぱん放送局では、本作を取り巻くキャラクターの解説が行われている。

## バージョンアップ
- 2012年
  - 10月4日 - Ver.1.01。ゲームバランスの調整、不具合の修正。
  - 11月1日 - Ver.1.02。「ヒルダ」がプレイヤーキャラクターとして使用可能になった。
  - 12月19日 - Ver.1.03。ゲームシステム・バランスの調整。デフォルトで「エルトナム」がプレイヤーキャラクターとして使用可能になった。
- 2013年
  - 3月14日 - Ver.1.05。ALL.Net P-ras MULTIに対応し、Aimeカードでの戦績などが記録可能になった。その他はVer.1.03から変更なし。
  - 4月11日 - Ver.1.06。ゲームの動作の安定性を向上。その他の変更はなし。
  - 9月5日 - Ver.2.00。『UNDER NIGHT IN-BIRTH Exe:Late』として大幅バージョンアップ。無印版は配信終了。
  - 9月18日 - Ver.2.01。「アカツキ」が乱入専用キャラクターとして登場。
  - 10月22日 - Ver.2.02。「アカツキ」がプレイヤーキャラクターとして使用可能になった。
- 2014年
  - 7月24日 - 家庭用『UNDER NIGHT IN-BIRTH Exe:Late』PS3版発売
  - 8月1日 - Ver.2.03。
- 2015年
  - 7月23日 - Ver.3.00。『UNDER NIGHT IN-BIRTH Exe:Late[st]』として大幅バージョンアップ。『Exe:Late』の配信も継続。
  - 9月8日 - Ver.3.01。
- 2016年
  - 6月27日 - Ver.3.10。「ミカ」が登場。
  - 7月12日 - 家庭用『UNDER NIGHT IN-BIRTH Exe:Late』Steam版発売
- 2017年
  - 1月19日 - Ver.3.11。
  - 7月20日 - 家庭用『UNDER NIGHT IN-BIRTH Exe:Late[st]』PS4、PS3、PS Vita版発売
  - 9月15日 - Ver.3.30。「ワーグナー」、「エンキドゥ」が登場
- 2018年
  - 8月21日 - 家庭用『UNDER NIGHT IN-BIRTH Exe:Late[st]』Steam版発売
- 2020年
  - 2月20日 - 『UNDER NIGHT IN-BIRTH Exe:Late[cl-r]』PS4、Switch版発売
- 2021年
  - 4月15日 - 『UNDER NIGHT IN-BIRTH Exe:Late[cl-r]』アーケード版稼働
- 2024年
  - 1月25日 - 『UNDER NIGHT IN-BIRTH II Sys:Celes』発売

## ストーリー
21世紀、科学の進歩により数多くの不思議な出来事の仕組みが解明された近未来。そんな解明が進む世界で、大きな黒い影に呑みこまれた者は魂を失い、死ぬか、生きていても“虚ろの夜”を彷徨い続ける、という噂が学生たちを始めとした若年層を中心に広まっていた。
人を食う影「虚無」によって偽者の死を体感し生き残った者は、超常現象「顕現（イグジス）」を行使することが可能になる「偽誕者（インヴァース）」となる。偽誕者の世界で言う「虚ろの夜」とは、満月の夜に起こる赤い闇夜に、その力となる顕現が豊富に現れる「深淵」と呼ばれる場所が出現する時期のこと。虚無と偽誕者は、それぞれの想いの元深淵を求め、互いにぶつかり合う。しかし、本来この2つは稀有なものであったはずだった。
少年・ハイドはその噂に対して否定的でありつつも、心のどこかで退屈な日々に刺激を与えるような怪奇を求めていた。ある夜、彼もまた虚無に呑みこまれたとき、謎の少女に助けられた。彼女は虚ろの夜の秩序を古くから管轄している組織「夜刀」の姫であるリンネ。一方の助けられたハイドも偽誕者となったが、運命なのか偶然なのか、リンネが個人的に求めていた運命の剣を行使する力に目覚めた。
虚ろの夜の前に急増した顕現の行使者。その主軸となる振興組織忘却の螺旋（アムネジア）、かつて存在した夜刀の残党、夜刀に代わって虚無と戦う組織光輪（リヒトクライス）、野良の偽誕者、そして得体のしれない者たち。今回の虚ろの夜に集う彼らもまた、それぞれの思惑、野望、倫理の元に立ち会うのであった。

## システム
以下、一部システムはメジャーバージョンアップ（Exe、st、clr、2）で細かい仕様変更が行われている。
一般動作
しゃがみ、ジャンプ（1コンボ中攻撃ヒットを一度だけジャンプキャンセルできる）、ダッシュ、バックステップ（発生時に無敵、着地で硬直）、投げと投げ抜け、受け身動作など。空中ガードは飛び道具のみ削りダメージで防ぎ、打撃は基本的にガード不能（空中シールドの場合は加えて空中攻撃のみ打撃もガードできる）。ダッシュ中に攻撃もできる。
攻撃は立ち、ジャンプ、しゃがみ状態で、A+B+Cボタンによる弱、中、強の単発押しによる各種「通常技」。キャラクターによっては、単方向レバー入力や同時押しで特殊技に発展する。
一部動作はDボタンを使用する。一部コマンドはこれらのボタン（及びレバー）を組み合わせる。
飛び道具使用時、キャラクター本体がダメージを受けると、そのキャラクターが出した飛び道具判定の攻撃が全て消えるため、要塞戦法が使いにくい仕様になっている。『Exe:Late』ではジャンプ攻撃は上昇終了まで全て上段判定、下降攻撃は中段になり、ジャンプ攻撃に対しては着地まで裏表を考えなくてもガード方向を変えることなくガードできる仕様になっている。
必殺技をガードした場合削りダメージが発生する（一部のキャラは通常技でも発生可能）。これについて初期のバージョンでは採用していないが、途中で加えられた。
パッシングリンク（通常技連続キャンセル）
通常技がヒットした際、別の通常技を入力することで素早く連続技を繰り出すことができる。立ちとしゃがみは別として判定。ただし、スマートステアでの通常技および連打キャンセル対応技を除き、一度のコンボで一度使った通常技を再度組み込むことはできない。
特殊攻撃は、条件付きで可能なものと不可能なものが存在する。ダッシュ攻撃は対象外でパッシングリンクに組み込めない。
スマートステア（Aボタン自動コンボ）
地上でのレバー入力なしのAボタン攻撃（弱攻撃）がヒットしたときに、Aボタンを続けて押していくことで自動的に連続技（コンボ）が繰り出される。
パッシングリンクの途中で組み込んだ場合は、パッシングリンクで使用した通常技がスマートステアに含まれていも、スマートステア版としてそのまま発動可能。
ステアエンダー
『UNI2』で追加された派生行動。スマートステアのヒット途中でABボタン同時押しでフィニッシュ技に移行する。一部の技以外から発動した場合はダウンを取りやすいが、相手の受け身補正によって自身のGRDゲージが増加または減少する。
インクリース（IC、溜め攻撃）
対応した技を出す際、ボタンを押し続けることでタメることができ、インクリース版として自動的に技の効果が強化される。攻撃判定や技自体が変化する場合もある。
ヴェールオフ（VO）
EXSゲージが100%以上のときに、A+B+Cボタン同時押しで発動。発動から発生までに無敵時間を持ち、タメによって発動を遅らせることが可能（無敵時間も延長される）。発動中はEXSゲージが紫色に発光する。
その時点で有しているEXSゲージを徐々に消費し、ゲージが尽きるまで状態が維持される。ヴェールオフ中にEXSゲージを消費する行動をした場合は、その分だけゲージが減る（時間が短くなる）。
発動時の衝撃波で相手を吹き飛ばす効果の他、攻撃力が20%増加、GRD増加量がアップ、GRDブレイク状態を解除、EX必殺技でのEXSゲージ消費が軽減、インフィニットワースおよびイグジスト（の条件を満たした場合）が効果中に実行可能、一部EXSアクションでのEXSゲージ消費を無効にするなどのメリットがある。
一部バージョンでは衝撃波で相手を吹き飛ばした時、相手をGRDブレイク状態にすることができる（コンボで発動した場合はヴォーパルのみを解除する）。
クロスキャストヴェールオフ（CVO）
『Exe:Late[st]』で実装された、ヴェールオフの派生発動。EXSゲージ100パーセント以上に加え、ヴォーパル状態であればコンボ中に攻撃およびガードをキャンセルして発動することができる。通常のヴェールオフより発動が早いが、効果時間はより短くなる。発動中はEXSゲージが赤く発光する。
こちらは相手がブレイク状態にはならず、EX必殺技の消費軽減がやや低い。ただし瀕死状態では攻撃力がさらに上昇したり、EX必殺消費の軽減率が通常ヴェールオフほどにまで緩和される。衝撃波がヒットした場合は上に吹き飛ばす。
特殊能力
各プレイヤーキャラクターは固有の特殊能力を持っており、操作を必要としない付加能力型と必要とするアクション型がある。
フォースファンクション（FF）
『Exe:Late』で追加されたシステム。各キャラクター固有の特殊技で、GRDゲージを使用して繰り出す。ゲージがなくても使用は可能だが、その場合は相手のGRDゲージが増加する。
『UNI2』では、ヴォーパル時は消費量が軽減され、ゲージが空の状態で発動しても相手のGRDゲージの上昇を抑えられる。
クリーピングエッジ
『UNI2』で追加された。前方の投げ・ガード不能以外の攻撃を回避しながら接近や後ろへの回り込みができる。打撃や飛び道具の攻撃回避に成功するとシールドと同じくGRDゲージが増え、攻撃を受けていなければ逆に下がる。移動の仕方や性能はキャラクターによって変化する。

### EXSアクション（イグジスアクション）
Dボタン使用・併用に関するアクション。一部アクションはGRDブレイク状態では使用できない。
イグジスエンハンス（EXSゲージ）
EXSの量を表す、いわゆるパワーゲージ。技を出すなどの行動によって増加していく。ゲージ量は各ラウンドで持ちこされる。
「cl-r」からは、クロスキャストヴェールオフなど、特定のアクション時に発生する赤い霧を相手に当てると「EXS LIMIT」状態となり、ゲージ上昇が抑えられるようになる。
コンセントレーション
Dボタンを押し続けている間発動。自分のGRDゲージを増加させ、同時に相手のGRDゲージを減少させる。両方が使った場合は後で使った方が優先される。使用する時間が長いほどゲージの加速度が上昇していく。無印では使用中はEXSゲージを消費する。ブレイク時は使用不可能。
『UNI2』では、相手との距離や現在のGRDゲージの状態に応じて増加量が補正される。
アサルト（AS）
前方向にレバー+Dで特殊なショートジャンプを出し、素早く相手に接近する。アサルト中の攻撃も可能。地上・空中で発動した場合にそれぞれ仕様が異なり、地上では相手の位置に合わせたジャンプ、空中では一定距離のジャンプとなる。発動時はGRDグリッドが若干増加し、動作中は相手の投げに対して無敵となるが、空中ガードはできない。地上で発動した場合は空中攻撃のキャンセルはできない（空中でのアサルトは可）。無印ではEXSゲージを10%消費する。ブレイク時は使用不可能。
シールド
後ろ方向にレバー入れ+Dで、任意にガードを行いながら正面にシールドを展開する（シールド展開中はガード動作に青白い障壁が発生）。空中でも発動可能（空中攻撃のみ攻撃を受け止められるようになる）。一度発動すれば、Dボタンの押し続けで維持される。この状態でガードが成功すると青白い円状のエフェクトが発生し、利点が複数得られる。
主にGRDが大きく増加する（ガード難度の高い攻撃に比例して増大）、反対に相手側のGRDを減らす、ガード硬直が短くなる、相手の空中攻撃を受け止めた際に着地硬直を増大させ、攻撃キャンセルを受け付けさせなくなる、など。無印ではEXSゲージを消費。ブレイク時は使用不可能。
使いこなすことでガード関連で優位になる他、GRDゲージを伸ばしたうえでヴォーパルやそれらに関係するチェインシフト、クロスキャストヴェールオフ、ガードスラストといったアクションで攻め返すこともできうる防御時の要のシステム。ただし、シールドが崩されると、一時的に不利になるブレイク状態になってしまうのでそれ相応のリスクも存在するため、シールド使用の判断も重要となる。
ガードシールド
攻撃を受けた状態のガード中にシールドを出すことで、緑色のエフェクトが発生するガードシールド状態となる。発動時にはEXSゲージを10パーセント消費するほか、発動後に攻撃を受けなかった場合はGRDを大きく消耗する。そのままボタンを離さず押し続けた場合はシールドに移行する。
通常のシールドと違いガード硬直が増える代わりに、ガードシールド状態で攻撃を受け止めた場合、相手との距離を大きく離すことことが可能。攻撃を受けた際のGRD増加はシールドと同様。
無印および「Exe:Late[st]」では上記のノックバック付与だったが、「Exe:Late」ではノックバックしないものとなっていた。
シールドと同様にブレイク時は使用不可能。
ガードスラスト
『Exe:Late』で追加されたシステム。ガード中に発動可能な無敵判定のガードキャンセル技。
ヴォーパル状態、もしくはEXSゲージ100パーセント以上で発動可能。前者はヴォーパル状態を解除、後者は発動時にEXSゲージを100パーセント消費してGRDブレイク状態となる。なお、ダメージは入らないためガードスラストでダメージを与えても勝利にはならない。ブレイク時は使用不可能。
ガード中はチェインシフトを発動できないため、連撃の中打開する技として有効となる。
『UNI2』からはGRDゲージ全消費およびEXSゲージ100%消費のみ、かつブレイク状態でも発動可能に緩和されている。
ブレイク（GRDブレイク）
シールド中（ガードシールド中）に立ち・座り状態に対応しない打撃攻撃や投げを受けてガードを崩される、もしくはヴェールオフ発動時の衝撃波で吹き飛ばされると発生。一定時間GRDゲージが増加しなくなり、EXSアクションが使用不能になる。ブレイク時はヴォーパル状態が強制解除される上に、ブレイク状態が継続している場合相手のGRDゲージ量に関わらず、ヴォーパル獲得権が相手に優先される。投げでブレイクされた場合はダメージが増大する。
解除条件は時間経過よるブレイクゲージの減少だが、相手の攻撃をガードすることで減少を加速させ解除を早めることができる。また、ヴェールオフを発動した場合は即座にブレイクが解除される。A攻撃でブレイクした場合はブレイクゲージは他の攻撃より短く設定される。
EX必殺技
EXSゲージが100%以上ある状態で、特定の必殺技をCボタンで出すと発動。通常より強化された必殺技になる。一部は特定の必殺技の強化版だけでなく、EX必殺技のみとして発動する物もある。必殺技からのキャンセル判定を持つ。ヴェールオフ中では消費量が軽減され、EXSゲージ最大で始動した場合は最大3回まで連続発動できる。
下記のインフィニットワース、インフィニットワースイグジストともにコンボ時のダメージ最低保証があるため、コンボに組み込んでも大きめにダメージを与えられる。
インフィニットワース（IW）
EXSゲージが200%ある状態か、ヴェールオフ中（ゲージ残量問わず）に発動可能。いわゆる「超必殺技」。EX必殺技と同じくキャンセル判定がある。
インフィニットワースイグジスト（IWE）
特殊条件で発動可能な専用演出付き超必殺技。成功した場合確定ヒットとなる。
無印では「相手の体力が3割以下」「EXSゲージが200%」「最大までタメたヴェールオフ発動攻撃がヒットした後」の条件を満たしているときにA+B+Cボタンで発動。相手にとどめを刺す一撃必殺技。
『Exe:Late』では発動条件が「自分の体力が3割以下」「ヴェールオフ中かEXSゲージが200%」の状態でA+B+C+Dボタンに変更され、無印と同じく発動時の衝撃波を当てることで実行する、インフィニットワースよりも強力な高威力の必殺技となっている。こちらは加えてヴェールオフと同じく発動時の衝撃波に無敵判定が加わる。発動後、ヴォーパル状態でなかった場合はブレイク状態になる（ヴォーパル状態で発動した場合は、ブレイク状態にならず代わりにヴォーパル状態を解除する）。

### GRDシステム（グラインドシステム）
主にヴォーパル獲得に関するシステムであり、獲得することで各行動が有利となる。
グラインドグリッド（GRD、GRDゲージ）
画面中央下部に表示されているグリッド。赤が1P、青が2Pで12グリッドの内、それぞれ6つのグリッドで分けられている。攻撃や防御の成功、前進、後退、被ダメージなどの行動により戦況の優劣が自動的に判断され、優勢であれば敵方へと、劣勢であれば自分方へとグリッドが増加・減少していく。一部キャラクターはGRDゲージを直接減少または奪う技が存在する。グリッドは相手が埋めていないゲージ領域へ超過させることが可能で、最大で12個まで溜めることができる。相手側のグリッドが埋まっている場合はそれ以上は増えない。ラウンドが終了するとリセットされる。
トランスファーステイト（TSゲージ）
グラインドグリッドの中心を囲んでいるリング。白いリングが時間の経過で増加し、時計周りに一周（14カウント）するとGRDゲージが優位な方にヴォーパルが発生。
ヴォーパル
トランスファーステイトの周期が一周した時、GRDが相手より多いと自動的にヴォーパル状態となる（GRDが拮抗している場合、両者同時にヴォーパル状態となる）。ヴォーパル状態では対象キャラに青いオーラが立ち上り、GRDゲージが点滅する。
攻撃力が10パーセント増加し、チェインシフトが使用可能になるほか、EXSに関連した特殊行動時に起こるデメリットをヴォーパルの解消のみに緩和する本作の要のシステム。この状態だと、GRDグリッドの増減が鈍くなる。
また、各キャラクターごとに一部技の動作硬直軽減や体力消耗の軽減など、キャラの特性（ヴォーパル特性）に応じた有利な効果を得られる。
ブレイクやヴォーパルを消費する行動をしない限り、トランスファーステイトが次に一周するまで獲得側は維持されるため、逆に言えばヴォーパル状態になれなかったほうは一定時間獲得できないため不利になる。また、獲得したほうもTSゲージを確認することで、ヴォーパル消費行動の後に連続して再獲得を狙うこともできる。
セレスティアル・ヴォーパル
『UNI2』で追加された特殊なヴォーパル。ヴォーパル成立時にGRDゲージが6以上（ゲージ中央値を越境）の場合、GRDゲージが強制的に12まで上昇した上で更により強い攻撃力の上昇補正を受ける。
チェインシフト（CS）
ヴォーパル時にDボタン2連打で発動（空中可。一部キャンセル技としても対応。シールドを除くガード硬直時は不可）。暗転演出が入り、ヴォーパル状態を解除し、下記の恩恵を得る。
- GRDゲージをEXSゲージに変換する（グリッド1個分に付き20パーセント（攻撃キャンセル時に発動した場合はレート低下）。ヴェールオフ時は発動限界時間を延長する）。

- EXSゲージ変換はゲージ点滅演出で徐々に回復するものとなっており、これが完了すると同時にブレイク状態も解消することが可能。これを応用することでチェインシフトの直後にガードスラストを使っても、EXSゲージ変換後に素早くブレイク状態が解消される。

- 発動時に瞬間的な無敵判定。
- 一瞬時間停止し、通常技や必殺技をキャンセルすることが可能。攻撃や回避、フェイントに繋げることができる。
- GRDゲージが6グリッド以上あるときに発動すると、コンボ補正をリセットする。

## キャラクター
各キャラクターはストーリー（アーケードモード）やクロニクルモード、その他媒体で出来事や情報が記載されている。ストーリーモードの場合、途中で戦った相手に依ってその後のキャラとの掛け合いが変化する場合がある。

### プレイヤーキャラクター
ハイド（HYDE）
声 - 木村良平
キャラクター設定
本作の主人公。フルネームは城戸灰都（きど はいど）。両親は海外に赴任中のため、一軒家で一人暮らしをしている。普通の高校生であったが、ある日噂話でしかないと思っていた「人を食う影」に襲われ、すんでのところでリンネに命を救われる。その際にEXSに目覚め、リンネから手ほどきを受けていた。しかし1か月後に再度「虚ろの夜」が現れる日に突然リンネが姿を消し、それを追って「虚ろの夜」へと身を投じることになる。ほんの短い間だが小学生の頃にユズリハから剣術を学んでいたが、現在はハイドの方から遠ざかっており他人を装っている。熱血的な面や世話焼きな性格でもあるが、基本的に口は悪めで、喧嘩腰で相手に突っかかることも多く、事ある毎に「ぱねぇ」と言う。
本人が知らぬところで結果的に多数の女性キャラクターと何らかの縁を持つようになり、ある意味ハーレム体質とも言える。
武器は赤黒い刀剣「断裂の免罪符（インスレーター）」。これはリンネにかけられた「輪廻の封術」を断つ能力を持つが、それを行うことでリンネの体に与える影響を危惧しており、彼自身はあまり乗り気ではない。
漆黒のEXS「ヴォイドレッド」
武器 - 断裂の免罪符
発動と共に左手のひらから現出する「断裂の免罪符」を介し、鍔がない日本刀の形をした赤黒の虚無を顕現させる。
追加入力で技が派生する飛び道具や対地対空攻撃、連携技などを有するマルチプレイヤーな性能で、通常技でも相手のガードに対して体力を削る付加能力を持つ。
リンネ（LINNE）
声 - 佐倉綾音
キャラクター設定
ハイドを助けた「夜刀の姫」である少女。「無銘（むめい）」と「名無（ななし）」という大小二つの刃物を武器とする。クゥという名の小さなドラゴンと思しき生物を連れている。魂に掛けられた「輪廻の封術」によって輪廻転生（正確に言うと魂を他人に転移させてしまう。憑依された者はその記憶を保った状態で夜刀の姫リンネの記憶を「思い出した」ような状態になる）を繰り返し続ける身になっており、この呪縛から解放されるために必要な「断裂の免罪符（インスレーター）」を探し、各地を放浪していた。ワレンシュタインが同行してからは、彼から戦闘について鍛錬を受けている。
虚無に襲われ死にかけていたハイドを偶然助け出し、偽誕者となった彼の能力を知った彼女は「お前のその能力で私を殺してくれ」と願うが、ハイドはまだその真意が解らず、行使を拒んでいる。仕方なくその場は諦め、かといって「断裂」が他の者の手に落ちても困るため、ハイドに虚ろの夜で生き残るすべを叩き込むことにした。現在はハイドの家に無理矢理居候している身。
その真意は、急に勢力を増した忘却の旋律を裏で引いているとしている兄のクオンなどから、輪廻の封術を解かれて奪われ惨事を起こされることを恐れているところが大きい。断裂の免罪符を見つけたことで解決の兆しが見えたことから、現在の肉体で全てを終わらせるよう決意する。
本人としては精神年齢は高いと自負しているが、ミカと現在の肉体で身長と胸の大きさを比べられた際に劣っていると頭によぎり、慌てて同じようなものだろと言い返す、ある意味大人げないところもある。
疾駆のEXS「スピードスター」
武器 - 無銘（太刀）、名無（小刀）
地上でのダッシュ速度に優れ、ジャンプから自在に前進・反転が可能な二段ジャンプ能力、ダッシュからの前転コマンド能力を有する。ある程度進む飛び道具や突進、対空攻撃、連撃を持つ。
ワレンシュタイン（WALDSTEIN）
声 - 石井康嗣
キャラクター設定
リンネの付き人である巨漢の怪老。常人を凌ぐ長い年月を生きてきた。両腕には自身の体躯と戦闘スタイルに合わせて製作した「剛鉄爪「破軍」（ごうてっそう はぐん）」が装着されている。全身筋肉質なため能力なしでの戦闘力も高く、正面からぶつかるような戦い方を好んでいる、ある種の武人的な側面を持つ。精神的な強度が反映される顕現の力を、自身の肉体を鍛え上げたことで精神力も鍛えられ力を強く発揮できることを自負している
元々は創立間もない頃の「光輪」に所属していたが、光輪が「夜刀」を襲撃した際にクオンの男気に惚れて裏切った。そのため、アーデルハイトは元主的な位置にある。
輪廻の封術の運命を背負うリンネを守護する形で鍛錬を施しつつ共に虚ろの夜を超えて放浪の旅をしていたが、現在はその付き添いのための延長線上でハイドの家に居候の身。自身の鍛錬に応えられるリンネに信頼感を持っているが、ハイドに執心するリンネに対し、親心のような複雑な気持ちでいる。
虚ろの夜にたびたび赴くリンネと協力し、彼女は裏から、そして当のワレンシュタインは真正面から深淵を叩くスタイルとっている。現在の夜で絡んでくる忘却の旋律や夜刀の残党の存在も周知しており、盟友クオンの意志が介在しているのかと考えている。その過程でもしクオンと戦うことになった場合は、封術を身に抱えているリンネを守るつもりでいる。
強い者と戦うことにも誇りを持っており、特に忘却の旋律が擁しているエンキドゥとの戦いを待ち望んでいる。
剛力のEXS「ヘカトンケイル」
武器 - 剛鉄爪「破軍」
長大な腕部を駆使したリーチの長い攻撃や強力な投げ技、突進攻撃を持つパワーキャラクター。飛び道具をかき消す攻撃が可能。
カーマイン（CARMINE）
声 - 近藤隆
キャラクター設定
自らの血（生命力）を武器に戦う若者。学年はハイドの一つ上。自分の能力を誇示し、戦うこと自体を目的としているため、ムカツクという理由で喧嘩を吹っ掛けるほど好戦的な人物。武器は自らの血を操る「レインブラッド」。虚ろの夜を顕現の力で舞い上がっている連中をぶちのめす格好の場として扱っており、ひょんなことからヒルダの存在を知り、自分より強い能力を持つ彼女を倒すべく行動に出た。
体格は高身長の割に白髪で色白、華奢と言うぐらい細く、ワレンシュタイン曰く「一体どういう食事をしたらそうなるのだ」と言われている（一方でカーマインはワレンシュタインの巨漢ぶりに突っ込みを入れている）。野良として暴れまわっていることから最狂の『原初の赤（カーマイン・プライム）』という二つ名でマークされている。ゴルドーと戦った経験と持ち、かなりの強敵と認めている。
上記のとおりのいわゆるチンピラな行動を取っているが、自身の振る舞いや思考について自覚はしており、闘いに絡まない時は学校にも通っている。また、孤高に見えるが「アゼル」という小さな子供から絡まれるような付き合いを持つ。
命血のEXS「ブラッドスパイク」
武器 - レインブラッド
血液を対外に滲出させ、硬化、射出、操作などを行うことができる。無論、鋭利に射出した血液が相手の体内に侵入すると内側から相手を侵食する。血液を滲出させる関係上、戦闘時は髪や腕に血を纏わせている。本人いわく、血を纏わせている関係上、真っ赤な奴と言われるのを唯一の欠点としている（目も真っ赤になるため「マッカチン」な風貌とも言われる）。
体力を代償に腕から放つ血晶（ブラッドスパイク）、血晶が液状化し地面に広がった状態（ディゾルブ）からの再血晶を駆使した2つまでの設置攻撃が可能。失った血を敵から奪うという流れで敵の体力を吸収する投げ技も持つ。その攻撃特性ゆえに体力は他のキャラクターよりやや多めに設定されており、ヴォーパル時は体力消費を軽減する。
オリエ（ORIE）
声 - 早見沙織
キャラクター設定
「光輪」に所属する少女。フルネームはオリエ・バラーディア。光輪の第五位執行官。両親を虚無に殺され、「光輪」の孤児院で育ってきた。過去の自分のような境遇を生まないために、虚無の殲滅に力を尽くしている。しかし、光輪の活動が何かしらのものへ恨みを買うほどだということも察しており、それについて少し辟易している。もっとも、自身の戦いの根源たる意志に「憎悪」が潜んでいることを認識しており、エンキドゥとの対峙で看破されてもあえて光輪として戦う姿勢を取っている。
長らく学生の身分に扮して、学業をしながらこの地の情勢を調査していた。普段はハイドの学校に「原田織依（はらだ おりえ）」の名前で通っており、ハイドとはクラスメイトの関係。ストーリーモードにてどちらの方でも遭遇しており、ハイドが断裂の免罪符を所持かつ夜刀の姫たるリンネのそばにいることから、光輪の調査と監視のため戦いに臨む。なお、ハイド本人との好意については他の女性キャラクターが何かの関係性を思わせると、慌てて何かを言うぐらいには気になっている模様。
調査により周辺地域の組織について、夜刀は条件付きで保留としつつ、一方の忘却の旋律は被害が拡大するほど勢力を増しかつリヴァースへの準備が見られたため優先的な排除対象として向かった。その任務の過程で人語を解する虚無のメルカヴァと遭遇。自分の両親を殺したか問つつ戦闘することとなり、最終的に彼の意志の中のなんらかの暖かさを感じた影響で取り逃がすことになった。
所属組織である光輪に仲のよい同僚が数名いる。
武器は彼女が執行官となった際に与えられた刺突剣「ルーラー」。
純潔のEXS「タナトス」
武器 - ルーラー
自分の意思で剣霊を実体化することができる。
刺突剣「ルーラー」によるリーチの長い素早い突進攻撃や滞空技などを持つ。大剣を持つ精霊「タナトス」を駆使した不意打ちや広範囲攻撃も可能。
ゴルドー（GORDEAU）
声 - 鳥海浩輔
キャラクター設定
能力者たちの間で「常勝の傭兵」や「収穫者（ハーベスター）」と恐れられているケンカ屋。「忘却の螺旋」の関係者で最強をうたわれるほどの実力であったが、虚無落ちした友人「ロジャー」を止められず、光輪の者によって討伐された後、一度組織を去っている。現在はその原因となった「紅騎士」を捜索している最中だが、元同僚であるヒルダが友人と同じ道を辿ろうとしていることを感知し、止めるために行動した。
元々の目的である紅騎士ことワーグナーに遭遇した際は、普段の口調ではなく荒々しい口調で対峙する。ただし、自身もロジャーを見殺しにする形で止められなかったことは自己嫌悪ぎみに認識しており、虚無落ちによる被害のことも理解はしているが、納得はできないため半場自暴自棄気味で戦うことになる。
私生活ではバーテンダーをしており、ケイアスの住居に居候（ケイアス自身は多忙のために滅多にそこには帰ってこない）している。「忘却の螺旋」在籍時から付き合いのあるケイアスとは現在も情報交換を行うなど親交が続いており、ゴルドーはケイアスに対し彼を「女房」、自分を「旦那」と呼ぶが、そのたびに彼から「誰が、じゃなくて、誰のだ」と突っ込まれている。
一応年齢的にはまだ若い方ではあるが、説教くさいせいかオジサンと呼ばれるのは心外に思っている。
強欲のEXS「スナッチャー」
武器 - ディバウアー
魔鎌「ディバウアー」で獲物を捕獲し、能力を収奪する。
ディバウアーによる広範囲攻撃や、相手を引き寄せる技を持つ他、GRDゲージを吸収する投げ技を持つ。
メルカヴァ（MERKAVA）
声 - 木内秀信
キャラクター設定
虚無と似た姿を持つ、人語を介せる能力と意識を持つ謎の異形。ただし、言葉は話せず、会話は相手の頭に直接話しかけて行なっている。
「呪戒」と呼ばれる顕現の流れる動力回路を持つが、自身の体内で生成ができないため、偽誕者を喰らうことで顕現を補給している。
人間離れした見た目に対して人間としての思考が残っており、生への執着を断ち切れないことに悩み、その悩みに終着点がないことを悟っている。
これについて、バディスタからは「虚無落ち」した偽誕者（元人間）と推測されている。また、呪戒を同じFLSとして分析している。
怪蛇のFLS「ヨルムンガンド」
武器 - -
全身を軟体化し、伸縮したり鞭のようにしならせたりすることができる。地を這う虚無のような何かを放つこともできる。
伸縮する腕による打撃攻撃や投げ、追跡型飛び道具（ヴォーパル時にガード消失無効）など奇襲能力に長ける。自在に飛行・ホバリングする能力も持つ。
バティスタ（VATISTA）
声 - 東山奈央
キャラクター設定
魔法が存在した時代に作られた古代兵器「自律神経回路（オートノミックナーヴ）」の疑似生命（ゴーレム）の少女で、虚無と虚ろの夜の監視のために長い眠りについていたが、プログラムが偽誕者の急増およびEXSの変動を感じ取って強制的に起こされた（事態を理解したのは目覚めた後）。顕現の力を食い荒らす虚無の殲滅を目的に作られた存在。
オートノミックナーヴの標準装備となる「エイジスアトリビューター」の第七装「紅翼 七花（こうよく ななか）」を背中に備える。
なお、姉妹機が存在するようだが詳細は不明。多くの姉妹機は偽誕者に破壊され、現存するのはバティスタのリンクシステムで確認できるもので、彼女を含めて3体存在する。
一見すると普通の人間の少女のように見えるが、実体はロボットのような存在のため、命令（プログラム）に基づいた行動しか取れない魂なき存在。バティスタ自身とも言うべきメインプログラムが起動していない状態ではサブプログラムが起動し応答する（クロニクルモードでの冒頭案内役を務める）。
起動直後は全裸の状態で、周りの様変わりに驚きつつ、人間が何故繁栄できたのかと禅問答していく。現代の偽誕者について調査の際にハイドに出会い、彼が全裸姿を見て狼狽しつつ服を着ろと言われたため、服を顕現することになった。その後、ヒルダに太刀打ちできなかったハイドを救い、また元の眠りに就くはずだったのだが、起動理由がヒルダではなく別の存在だと考えた結果、公園で2592000秒（=30日）ほど待つという結論を出したが、ハイドに「人が一ヶ月も同じ場所に突っ立っていたら問題になる」と言われ、彼の家の居候の一人になった（彼女をリンネに引き合わせるためでもある）。
隷約のFLS「レストリクション」
武器 - 紅翼・七花
背部で追従する赤色の羽のようなもので打撃を与えたり、自身から飛び道具を発射する。
一見するとシューティングキャラクターのようだが、多くの攻撃が溜めコマンド（ホールドボタン技もある。ヴォーパル時に一部攻撃連携で省略可）であり、豊富な飛び道具や待ちからの迎撃攻撃を有する。カウンターを無効にする能力を持つ（エンキドゥのhavoc状態など一部を除く）。
セト（SETH）
声 - 梶裕貴、愛美（幼少期）
キャラクター設定
「暗殺者（アサシン）」の異名を持つ謎の少年。髪の一部が白くなっているのが特徴。「エリミネーター」という双剣を武器とする。「夜刀」の内部崩壊を引き起こした抗争が起きたときの夜刀の長の末裔で、リンネとは旧知の関係。リンネの命運を握る「断裂の免罪符」を持つハイドにも深い関係を持つ。夜刀壊滅やクオン、リンネの呪縛を気にかけている節がある。誰かの思惑で動いているようだが、依頼主などに関する詳細は不明。
穿鎖のEXS「ケーリュケイオン」
武器 - 双剣・エリミネーター
青と黒のツートンカラーの短刀2つで切りつける。直撃時に相手の動きを止める突進・時間差攻撃型の飛び道具を持つ。
また、リンネと同じくスピード系の性能だが、バックステップからのハイジャンプ、ショートバックステップ、空中バックステップ、急降下が可能で、距離を取りながら急接近する展開が得意。素早く攻めることができる半面、体力はかなり低い。
ユズリハ（YUZURIHA）
声 - 藤村歩（初代 - exe:Late[cr]、BBTAG）、生天目仁美（sys:Celes）
キャラクター設定
神社の娘で、飄々とした性格の持ち主。ハイドとはハイドきゅんと呼ぶほどの近所付き合いがあり、過去に剣術の手ほどきを行っている。
先祖は元々は地域一帯を守護する「夜刀」の家系であったが、顕現におぼれた内紛と光輪との戦闘による夜刀終焉の際に嫌気が差して離反している。そのためユズリハ自身も、虚無や虚ろの夜についてそれなりの知識を有しており、代々伝承される剣術「双月一刀流」の継承者でもある。しかし、彼女はそういった過去の因縁や古いしきたりを嫌っており、必要以上に干渉せず最低限の役目のみを務めながら、この地を守る神職の傍らで剣術の道場を開いていた。あるとき、今までにない強力な顕現の力を感じ取ったことで、家に伝わる長刀「菖蒲刀・神路誉（あやめがたな・かみじのほまれ、愛称：あやめちゃん）」を手に、しぶしぶ虚ろの夜へと向かう。
地域の守護者という立ち位置なため、地域内の勢力とリンネやハイドの現状についても既知となっている。
性格的には上記のとおり飄々とゆるくややおちゃらけた面があり、組織名をうろ覚えに発言するなど、緊張感に欠ける応答をする場合もある。一方で母から菖蒲刀・神路誉を継承したおり、地域内の平和を乱す者は迷いなく斬る意志の強さも併せ持つ（IWEでの刹那の如く重い発言からもそれを感じ取れる）。
他社の格闘ゲームである『スカルガールズ』に背景キャラクターとしてゲスト出演したことがある。
散華のEXS「無明長夜（エインセルロスト）」
武器 - 菖蒲刀・神路誉
自身と同等あるいはそれ以上の長さを持つ太刀による剣撃を見舞う。
特殊技、必殺技、フォースファンクションの行動中に、A・B・C・Dのいずれかのボタンを押し続ける（ボタンホールド）ことで居合斬りのように刀を構えた状態の「構えモード」（威気静心之構）に移行する。構えモード中は移動入力が専用の特殊移動に切り替わる他、各4ボタンの固有アイコンが点灯し、構えモード維持のためにホールドしているボタン以外のボタンアイコンを消費することで、冒頭の3種の対応技を続けてキャンセルしつつ非モード時よりも高速発生で行うことができる。対応技を繰り出している間にモード維持でホールドするボタンを未使用のアイコンで行うことで、同じボタン操作での対応技を二度繰り出すことも可能。全ての固有アイコンが消灯すると構えモードを強制解除するが、構えモード中にホールドの解除やDボタン押しで任意に解除できる他、構えモードのままでも一部の特殊移動操作で固有アイコンを再点灯することが可能。
ヒルダ（HILDA）
声 - 高田初美
ボスキャラクター。特定のキャラクター使用時を除き、ストーリーモードの最後の敵として出現する。
キャラクター設定
「忘却の旋律（アムネジア）」のトップである妖艶な女性。通常「魔女」。強大な力を持つ者である「再誕者（リヴァース）」になるべく行動を起こした黒幕であり、「深淵」で目的が成就するのを待つ。組織のトップにふさわしいEXS能力を有しているものの、その強力な力のせいもあって快楽主義者かつ短絡的な思考という性格的な問題を抱えている。その力は最初期のころから著しく増しているが、その影響か虚ろの夜を生き抜く偽誕者に重要な「意志力」を見失いつつあるとされ、増大の果てに「虚無落ち」しないかゴルドーらが危惧している。
再誕者という最終目的を目指しているが、基本目的が現実社会で犯罪を犯すのではなく、あくまで虚ろの夜の中で勢力を拡大することを主としている。「ばばあ」と呼ばれることが多いが、ケイアスやゴルドーより年下で、ユズリハとは2歳違い。
煌朧のEXS「パラドクス」
武器 - 闇の衣（マスカレード）
EXS能力で形成した漆黒の刃を自在に発現して攻撃する。広判定攻撃や飛び道具をあらゆる空間から縦横無尽に繰り出し、派生技を多く持つトリッキー型のシューティングキャラクター。
無印版ではEXSゲージが他のキャラクターの2倍の容量を有していたが、『Exe:Late』では他のキャラクターと同じになった。その代わりに、ヴォーパル特性としてEX必殺技使用時にEXSゲージがある程度還元されるようになり、キャラクター設定を再現している。
エルトナム（ELTNUM）
声 - 明坂聡美
隠しキャラクター。
キャラクター設定
『MELTY BLOOD』シリーズのキャラクター「シオン・エルトナム・アトラシア」に容貌・戦闘スタイル共によく似ている錬金術師の女性。夜の街で戦う者たちを「新人（ルーキー）」呼ばわりし、過去に修羅場をくぐってきたことを語るなど、謎が多い。アカツキのことを「先輩」と呼んでいるが、これはダウンロードコンテンツ型アーケードゲームに登場したのが彼の方が先（エヌアイン完全世界を参照）という意味であり、PS3版では彼を「ナオミを捨てネシカへ行ったのに（NAOMIを開発したセガが運営するALL.Netに）舞い戻った）裏切り者」となじる（アカツキは彼女の言動の意味が分からず立ち去った）。
ゲストキャラクター的な存在であり、セリフに奈須きのこやフランスパンを皮肉るなどの楽屋ネタをはじめとしたメタ要素などはあるものの、『UNI』の世界と『MELTY BLOOD』（および『月姫』）の世界は全く繋がりはない。対戦時BGMは『MELTY BLOOD Actress Again』のオープニング曲をアレンジしたものである。
2012年10月01日ごろからストーリーモードでのCPU乱入専用としてタイムリリースされ、11月17日にver1.02で特定のコマンド入力により使用可能になることが発表された。『Exe:Late』では最初から使用可能になっている。
精密のEXS「アナライジス」
武器 - エーテライト
「エーテライト」という極細のワイヤーを鞭のように使いこなし、攻撃に加えて相手を引き寄せる技もある。『MELTY BLOOD Actress Again Current Code』におけるシオンの3つの戦闘スタイルを統合したような性能で、プロレス技を基にしたオールレンジながらも癖のあるインファイター・コンボキャラクターで、相手を運ぶ能力に長ける。シオンと同様に弾数制限のある拳銃を用いた技があり、リロード時に出る特殊ゲージを指示された位置に目押しで止めることで弾の威力を強化することが可能。
ケイアス（CHAOS）
声 - 松岡禎丞
無印版ではデモシーンで登場。『Exe:Late』ではプレイヤーキャラクターとして使用可能。
キャラクター設定
「忘却の螺旋（アムネジア）」を取り仕切る幹部。本名は明日真 景（あすま けい）。ゴルドーの相棒であり、彼と共通の目標である「紅騎士」を探すために協力している。かつては「血塗れの混沌（ブラッディ・ケイアス）」と呼ばれるほど恐れられた実力者でゴルドーからも畏怖されていたが、現在は自重しており頭脳派を自称している。戦闘の際は「柔を持って剛を制す」「全ては確率論だ」などと持論を相手に言い放ち、その持論を否定したワレンシュタインを「筋肉馬鹿のご老体」と揶揄る皮肉屋だが、新品の靴紐が切れたことを験が悪いと言ったり、ゴルドーに対して世話を焼くなど、普段は冷徹な中にも茶目っ気が混じっている生真面目な性格。
肖影のEXS「アンブラル」
武器 - 混沌の法典（ケイアスコード）
混沌の法典「ケイアスコード」を介し、虚獣「アジ・ダハーカ」を現出して従える。なお、法典はワーグナー曰くリヒトクライスから持ち出した禁書であるらしい（ただし口頭での交渉で成立したとケイアスは語る）。
「アジ・ダハーカ」との連携攻撃をスタイルとし、アジ・ダカーハの攻撃を必殺技として繰り出す。アジ・ダカーハの追従目標を対戦相手に変更したり、個別操作であるためケイアスが空中にいてもほとんどの必殺技の入力を受け付ける。コンボにおいてはパッシングリンクと同様に、ケイアスとアジ・ダカーハがそれぞれ一連コンボ中での同一コマンド入力の禁止に乗っ取った交互キャンセル攻撃が可能となっている。ヴォーパル時はアジ・ダハーカの攻撃発生に無敵付与や、空振りでもキャンセルを受け付けるようになり、攻めが一層強化される。
ただし、動作中のアジ・ダカーハに攻撃が当たるとケイアス自身がダメージを受けた上で、一定時間姿を消してしまう。ケイアス本体の攻撃性能（特に切り返し関連）はあまり高くない。代わりにケイアスコードを投げ、相手の飛び道具により判定が伸びる吹き飛ばし攻撃で補うことができる。
アカツキ（AKATSUKI）
声 - 松本忍
『Exe:Late』の隠しキャラクターであり、『アカツキ電光戦記』からのゲストキャラクター。キャラクターの詳細についてはアカツキ電光戦記の登場人物も参照。
キャラクター設定
永きの眠りから覚め、祖国へと帰還した帝国陸軍高級技官。時系列的には彼が上海を脱出して日本に着いた直後（原作のステージ2と3の間）。
あまりにも変わり過ぎた祖国の光景を背に、自分の使命として下された命令を守ろうと動く。なお、貨物船で密入国したゆえの疲労から、空腹状態で虚ろの夜を彷徨う羽目になった模様。自分が元いた世界とは異なり、自分の身柄や電光機関を狙う者があまりいないためか、ヒルダからの質問を真面目なのかジョークなのか分からない返事で言い逃れしたり、勝利後の会話で戦いが楽しかったと言ったり、偽誕者の力の正体を知りたがるという、原作では見せなかった理工系の科学者としての好奇心をのぞかせるなどのフランクさをみせることがある。また、原作シリーズでは公になっていない複数の設定が彼の口から語られる。なお、戦闘開始イントロの容姿は原作には出てこず、原作シリーズの対戦大会で配布されたポストカードなどでしか見られない「電光機関を使用していないときの姿」であり、髪型が変わるのは電光機関から発生する静電気によるものである。
『アカツキ電光戦記』を製作したSUBTLE STYLEは当作品のグラフィック関連に協力しており、彼の立ち絵・アニメーションはフランスパン、ドット絵はSUBTLE STYLEが当ゲーム用に新しく作成したうえで、新たに録り直した音声を使用している。対戦時BGMは『アカツキ電光戦記』のオープニング曲をアレンジしたものである。
2013年9月18日にストーリーモードでのCPU乱入専用としてタイムリリースされ、同年10月22日にプレイヤーキャラクターとして使用可能になった。ストーリーモードでの乱入時の「接敵」のカットは、原作のプレイヤー乱入時のカットを基にしたものである。
迅雷のEXS「電光機関（ブリッツモーター）」
武器 - 戦術電光服
アカツキ電光戦記のストーリー中の用語も参照。
彼の特異体質でしかまともに扱えない、アデノシン三リン酸を際限なく電気に変換する超古代文明の遺産。これを電源に電光服を介して電撃を発する。この電撃と、電光服の身体機能向上機能を使用した空手をベースとした格闘術で戦うクロスレンジ・ラッシュキャラクターで、いわゆる昇竜波動タイプながら弾速の遅い飛び道具を盾にインファイトでの爆発力に特化した性能。二段ジャンプやステップ移動の他に、『アカツキ電光戦記』のシステムである飛び道具無効・打撃に対する自動反撃技である「攻性防禦」をフォースファンクションとして再現している。上述の戦闘スタイル故に接近が必須だが、前進する攻撃技が多く攻撃を維持しやすい。壁際ではかなりのダメージを与えることができる。
ナナセ（NANASE）
声 - 飯塚麻結
PS3版『Exe:Late[st]』の追加キャラクター。
キャラクター設定
ハイドを執拗に付け狙う中学生の少女。
2週間前の虚ろの夜に「ハイドに体を汚され弄ばれた」「大事な物を奪っていった」などと語り、彼のことを「好色一代男」などとハレンチ呼ばわりするが、実際は彼の行いに巻き込まれて虚無に噛まれたことで偽誕者になっただけのことであり、彼女も自分の行いが八つ当たりであることは分かっている。彼女のストーリーでは最後に戦うハイド以外は全てハイドに関係する女性で、理由を言わずに前述のハイドの話を言いふらしたり、バティスタがハイドと出会った時のことをハレンチな方向に妄想するなどして彼女らのハイドへの不信感を高めることになったが、理由を聞いた彼女たちに「偽誕者も普通の人と変わらない生活ができる」となだめられることになった。なお、「ばばあ」と呼ばれることが多いヒルダを「おねーさん」と呼ぶ。
学校の先輩であるフォノンのシナリオとそのエンディングの一枚絵によると、フォノンと面識があった頃には髪は短く男性のようだったという。
旋纏のEXS「闇夜に踊る舞姫（ウインドミル）」
武器 - ゼファー
長剣と風を使い、すばやい動きで相手の懐を抉る戦法を取る。フォースファンクションがホバリングであり、ハイジャンプキャンセルが可能な上に、空中コンボにつなげる技が多く、打ち上げからの空中コンボや空中からの攻めが強い。
ビャクヤ（BYAKUYA）
声 - 田村睦心
PS3版『Exe:Late[st]』の追加キャラクター。
キャラクター設定
はだけた学ランに紫色のポーラー・タイを着用した、不気味な雰囲気の細身の少年。ストーリーによると中学生らしい。ツクヨミを姉として彼女に隷属するが、実の姉は現在の彼女の中身であるストリクスではない。ツクヨミと因縁がある、とある女性を追って「深淵」の祭壇を目指す。根は好戦的らしく、相手から喧嘩を吹っかけるように仕向ける会話をすることがある。彼のストーリーはUNIELにおけるストーリー設定を語る物になっている。
闇鉤のEXS「ケリケラータ」
武器 - 八裂の八脚（プレデター）
宙に顕現させた8つの爪による中距離攻撃による手数の多いコンボと、蜘蛛の巣のようなトラップを仕掛けて相手を拘束するとともに、GRDゲージを奪い取る設置技を使う。欠点は無敵技をほとんど有していないことで、基本無敵技を利用した切り返しが難しいこと。
フォノン（PHONON）
声 - 大西沙織
『Exe:Late[st]』の追加キャラクター。
キャラクター設定
ヘッドフォンを着用しハイヒールを履いたボブカットの女性。一か月ほど前に規律に厳しい学生自警団「EFG」(Exist Force Gardians)に助けられてそこに所属していたが、能力に憧れ、自由に使いたいがために抜け出し、自由気ままに人に対して能力を振るう。平凡な学生生活に飽き飽きし「本当の自分」を探していたセンシティブな少女で、能力に覚醒した現在の自分が「本当の自分」で、それ以前を「偽りの自分」と思っている。鞭が武器のため女王様キャラを演じようとしているが、まだ板に付いておらず、ボロが出たり素が出たりしている。根は常識人らしく、内心でハイドの言動にデリカシーの無さなどの非常識さにツッコんだり、ゴルドーに声をかけた後に彼の容姿を見て「声をかける相手を間違えた」と後悔して焦るなどしている。なお、彼女のヘッドフォンは周囲から絡まれないようにするための伊達である。
フォノンとして虚ろの夜に名乗りを上げているが、基本的に自発的に表には出ないEFGの他にも、偽りの自分の真名（本名）を知っている人物が同じく虚ろの夜におり、その人物である後輩のナナセに出会いがしらに名前を言われ、かなり狼狽するとともに偽りの自分をどうにか隠そうと強硬策を取ろうとする。
なお、本作の資料集で存在していた「シュメティ」が、フォノンの二つ名（自称）として拾われており、関連性がうかがえる。
振鳴のEXS「バロックノイズ」
武器 - ムニエル
耳が生えた白蛇のような獣「ムニエル」（愛称：ムーニー）を鞭として振るい、範囲が広い攻撃や相手を引き寄せる攻撃の他、衝撃波を飛ばす。なお、ムーニーには自我があるらしく、勝手に動いて他の物と絡まってしまうなどフォノンが困る行動をすることがある。この武器は「能力にふさわしい形になる」と言われてEFGから渡された物だという。
ミカ（MIKA）
声 - 洲崎綾
『Exe:Late[st]』の追加キャラクター。
キャラクター設定
リヒトクライスに所属する第10位執行官（テンスイグゼクター）の少女で、フルネームは「ミカ・リターナ」。派遣隊の選抜試験に落ち本部警備という名の謹慎処分中だったが、長い友人であるオリエが、任務に赴いていったのを上に無断で追い駆け、今回の抗争の場で戦いを繰り広げる。小柄な体格ながら持ち前の腕力で、巨大な手甲武器を駆使した素早い攻撃を得意としており、その戦闘力のみで見ればリヒトクライスのトップに並ぶほど。なお、彼女が第10位なのは、段位認定試験の筆記試験で回答を全て一つずれた欄に書いてしまったからだとオリエは語った。
明るく幼げな言動があり、時折「んゆー」が語尾に着くのが口癖。その見た目にたがわない言動からリヒトクライスのイメージにそぐわないと言われることもある。猪突猛進で、荒事は戦って解決という戦い好きな面もあり、そのせいかワレンシュタインと意気投合することも。
激進のEXS「ディーゼル」
武器 - バッヘルベルカノン
伝説級の巨大手甲による大きめな攻撃範囲に加えて、手のひらから短い距離に光の噴射（砲撃）が可能となっている。ミカ自身の動きに速さに加えて、この砲撃を推進力に飛行する高機動攻撃も可能となっている。ワレンシュタインと同様のコマンド投げも有するが、リーチが短い分無敵判定とこの自在機動、ヴォーパル時の受け身不能増加で差別化を図っている。
ワーグナー（WAGNER）
声 - 石上静香
『Exe:Late[st]』家庭版の追加キャラクター。
キャラクター設定
フルネームは宮代・エリカ・ワーグナー。母親が日本人。リヒトクライスに所属する第4位執行官(フォースイグゼクター)で、現在のリヒトクライスの執行官の中では最強。ワーグナー家は代々リヒトクライスに仕える名門で、彼女はその家名に殉じ任務遂行を最優先に行動するが、行き過ぎた行動が多く謹慎処分となった。その苛烈さは偽誕者たちから「赤騎士」や「赤い魔女」と呼ばれるほど。第三位執行官を殺した過去があるほか、アムネジアの虚無落ちを討伐したことで上位層からマークされている。その言動や性格は傲慢不遜で物静かな戦闘狂で、自らを「リヒトクライスの剣」と言う。達成すれば神兜「エーギス」の封印解除という報酬付きで、「外の世界を見てこい」と放り出された謹慎先でのオリエの補佐を命じられるが、本人はオリエとも闘いによる何らかの決着をつける気である。
ワーグナー家の主任務は「虚無落ち」した偽誕者を討伐する「虚無狩り」の役割を担ってきた（ワーグナーの言う剣はこれを内包する）。虚無落ちした者の心の弱さについては厳格に弱者と定義しており、虚無落ちのもたらす被害を防ぐことの重要性も理解している。一方で、立ち向かう相手の持つ誰かへの想いのために戦うという気持ちには、なぜわざわざ無謀を仕掛けるのか理解に苦しむと同時に、想いの部分はくみ取る慈悲な面もある。自身が（リヒトクライスの）「剣」として技術を磨き、立ち向かう物は容赦なく焼きつくし、一族の者として生きていきたことに比重を置いており、最終的な目的はアーデルハイトの従として任務をこなした果てに、アーデルハイトと対面し自身の剣として人生を証明することである。
灼熱のEXS「フレイムタイラント」
武器 -炎剣「ファイアブランド」/制盾「アンキレー」
炎を纏える片手剣と円盾。特殊技でこれらを強化することができ、削りダメージの付与や、剣では剣技の威力強化や削りダメージ、盾では盾攻撃時に相殺効果が付与される。また、一度で両方強化するEX技もあり、両方強化した状態で該当技での爆炎をヒットさせると相手にしばらくスリップダメージを与えることが可能。
本来は神兜「エーギス」もそろって完全装備となるが、設定の部分にある通りの問題行動によって封印という形で没収されており、ストーリーモードでは目的達成の果てに取り戻している。
エンキドゥ (ENKIDU)
声 - 武内駿輔
『Exe:Late[st]』家庭版の追加キャラクター。
キャラクター設定
名も無き古武術の使い手。羅刹と恐れられる強さに人間相手が彼立ち会える者が無くなり、さらなる強者を求めて自らの腕を下級の虚無に噛ませ、偽誕者となる。ただし、その鍛え上げられた肉体故に虚無の歯は浅くしか届かず、生身の強さに対して弱い顕現の力しか得られなかった。その後、ヒルダの勧誘を受けアムネジアに所属。主に深淵の警護を任されているが、所属したことすらもアムネジア上層部と戦うのが最終目的であり、また、強者としてワレンシュタインとの死合いを求め追っている。「強者との戦の優先権を自分に譲る」というのがアムネジアとの契約。
虚ろの夜のたび、自身に対当しえない偽誕者と多く戦うことの繰り返しで、そろそろアムネジアに見限りを付け闘おうかと考えており、アーケードモード中のストーリーではワレンシュタインとの死合いにおいて彼から発せられた「永劫の兄妹の幾末」の存在から、彼のこぶしを鈍らせている永劫の兄妹の一方である、強者たるクオンとの戦いのきっかけになるのではとしてあえて止めは刺さず、同時に次の戦いの機会を与え、自身はアムネジアの相手と戦うため離れる道を取る。
武人として気高い気質を持ち、相手の性質や意志を読むことにも長けている。自身の持つ弱い顕現の力も、己の肉体を鍛錬して高め淀みなき「器」とすれば、ごく僅かでもよいとしており、逆に顕現の力が高いヒルダについては「力に振り回されている」と一蹴している。なお、気配を消して奇襲を仕掛けたセト、顕現が強くなくとも常識を超えて工夫を凝らすビャクヤに見どころを感じている。
なお、本名は「円鬼堂 凱庵」（えんきどう　がいえん）となっており、その関係上名前の読みは「ドゥ」ではなく「ドウ」となっている。
罪渦のEXS「メイルストルム」
手などから黒靄のようなものを発し、自分の肉体のみで戦うインファイター。戦闘スタイルは設定にもある通り古武術で、連撃やハッケイのような技も使用する。カウンターヒットしない代わりに、同系統のヒット判定時に「HAVOC（大混乱）」という異常状態を相手に与えて硬直時間が長くなり、その間のコンボ中や硬直時に中ボタン以上の連続押しで連撃が可能になる。HAVOC状態になる当て身投げ技を有しており、コマンド時のボタンで発動時の攻撃方法が変化する。IWで近距離ヒットとは別に、遠距離の相手には飛び道具に変化する。IWE時は腕輪のような枷が一時的に砕け散り全力を発揮する。
ロンドレキア（LONDREKIA）
声 - 斉藤壮馬
『Exe:Late[cr]』の追加キャラクター。
キャラクター設定
フルネームはロンドレキア・ライト。
氷華のEXS「デアグラシル」
武器 - リドル
一部攻撃に「氷棺」という状態異常付与能力を有しており、ロンドレキアへのダメージかシールドでのみ防ぐことが可能。一度目の氷棺状態で再度氷棺を付与されると氷漬けにされた状態になり、そのコンボ中のみ長時間行動不能になる。
カグヤ (KAGUYA)
声 - 尾崎真実
『Sys:Celes』の追加キャラクター。
キャラクター設定
本名は「カグヤ・ジングウ」。リヒトクライスの一員でオリエの友人。
破魔のEXS「聖光之珠（パニッシャー）」
武器 - ガリバルディ＝レフト＆ガリバルディ＝ライト
ツルギ (TSURUGI)
声 - 石谷春貴
『Sys:Celes』の追加キャラクター。
キャラクター設定
ハイドの学友。学生自警団「EFG」に属し、組織内では有数の実力を誇る少年。
本来、彼らEFGの理念から、学生たちを偽誕者の脅威から守ることに重点を置き、 「虚ろの夜」の騒ぎはなるべく静観していたが、最後の「虚ろの夜」ばかりは黙って見てなどいられず、多くの学生たちを危険から遠ざけるため、世界滅亡を阻止するために、元凶であるクオンを倒すべく立ち上がった。
聳壁のEXS「フォートレス」
武器 - ブルワーク
巨大な大盾「ブルワーク」で押し込むといった、近中距離でのラッシュに優れたインファイトキャラクター。技のキャンセルから反撃を仕掛けたり、強力な突進攻撃により近距離戦に持ち込める。長距離にはめっぽう弱く、ダッシュも早くないため遠距離戦では苦戦を強いられる。
クオン (KUON)
声 - 内田雄馬
『Sys:Celes』の追加キャラクター。
キャラクター設定
リンネの兄で、二つ名は「永劫のクオン」。「夜刀」の実験により不老の体を持つ。
アムネジアを影から操った物語の黒幕である最強の再誕者で、世界滅亡を企む。
混溟のEXS「アイオン」
武器 - 偽装連刀：断裂（インスレーター イミテイト）
ウヅキ (UZUKI)
声 - 明坂聡美
『Sys:Celes』のDLC追加キャラクター。
キャラクター設定
アムネジアの一員で自らの能力で迷惑事を起こすことを好む愉快犯の少女。ヒルダとクオンへの裏切りも躊躇なく、これを自ら「呂布よりも簡単に裏切る」と表するほど。
幽骸のEXS「ネクロマンス」
武器 - ベロア
オーガ (OGRE)
声 - 田所陽向
『Sys:Celes』のDLC追加キャラクター。
キャラクター設定
能力者集団「万鬼会」の長である男。過去に忘却の螺旋のヒルダとの一対一での戦闘に敗れた直後、虚無堕ちしたロジャーを止めるために一人で戦うが、虚無とともに「夜」へと続く「深淵」に落とされてしまい、長らく行方知れずとなっていた。
その後の経緯は不明だが、Sys:Celes開始時点の元の現実世界へと帰還した。
女性には物腰柔らかく接するため、一部の女性キャラクターには専用の掛け合いが流れる。
冥赫のEXS「オブリビオンべイン」
武器 - 無し
赤紫色のオーラを操り、エンキドゥ同様自分の肉体のみで戦うインファイター。戦闘スタイルは蹴りが主体のステゴロ。特定の技がヒットした際に相手に異常状態を付与し、一定時間経過か特定のコマンドを入力することで爆発が発生する。
イズミ (IZUMI)
声 - 近藤玲奈
『Sys:Celes』のDLC追加キャラクター。
キャラクター設定
本名は「白銀 泉」。「夜」の扉を開く鍵となる「静謐の免罪符（イニシエーター）」を持つ少女。
還流のEXS「トランジション」
武器 - エレフィ

### サブキャラクター
クゥ
クオンから与えられた本当の名は「軛」。リンネの体と行動を共にする謎の生命体。その体には虚無と同じ模様が浮かんでいる。首に皮製の首輪をはめられている。
アーデルハイト
声 - 高田初美
天臨剣ゼニス（シルヴァリア）
声 - 佐々木未来
レクス
声 - 大空直美
アゼル
声 - 鬼頭明里
道化の王（ジョーカー）
ゾハル
声 - 大久保藍子
ロジャー
声 - 森嶋秀太
ゴルドーの友人。アムネジアと万鬼会の抗争の最中で虚無化し、オーガに討たれる。
小松
声 - 鬼頭明里
村山
声 - 尾崎真実
櫻井
声 - 愛美
トモミ
声 - 嶺内ともみ
チトセ
声 - 嶺内ともみ
チハル
声 - 大空直美
ヒロハ
声 - 尾崎真実
ツクヨミ
声 - 瀬戸麻沙美
ビャクヤとともに行動する謎の女性。黒いセーラー服を着ており、頭には1輪の白百合を差している。UNIELでは器（ヴェゼル）割れしており、顕現を使えないただの人である。ビャクヤから姉と呼ばれているが、本当の姉弟ではく代償行為としてそうふるまうことにしている。現在は「生命の樹（セフィロト）」のストリクスという存在が中に入っている。ビャクヤとは彼を奴隷として扱う契約をしているらしく、様々な無茶をやらせているらしい。胸にはとある女性に関連して貫かれた傷があり、その女性への償いをするべく彼女を追っている。ヒルダとは前に間接的にやりあって返り討ちにあった模様。
元のストリクスとしては万鬼会という組織に属していたとされ、その当時にエンキドゥとの戦いでも敗れており、現在で再び立ち会ったときに、砕かれた器について少し気をまわされている。
J.J.
声 - 松岡禎丞
テンペスト
声 - 松本忍
ウヅキの従者の二人組。吸血鬼の姿をした男性がJ.J.、笑い声しか発しないピエロのような姿の怪物がテンペスト。

## 用語
虚無（イモータル）
人間の魂を喰らう、黒く大きな影。
虚無に食われると、その対象は無気力状態から虚無へと変貌する。虚無化せずに自我を保つなどして生き残ったものは、下記の偽誕者となる。
普段は一般には認識できず、干渉も不可能。一方で虚無からは食らったものの力を利用して怪異を発生させる。
虚ろの夜（イモータライズ）
一定周期で訪れる現象。
範囲、規模、周期などは現在明かされていないが、基本的に満月の夜になることが現象発生の条件となる。本作の舞台軸では何故か発生が頻発化しており、月の周期と同じくほぼ一月ごとに起こる。夜明けを迎えると現象は収まる。
場合によっては一晩で終わらず長期化することがあり、これを永劫無限の七日間（セブンデイズイモータル）と呼ぶ。
発生中に現れる力の源でもある「深淵」を破壊することでも、現象を収めることができる。
この現象に遭遇した者は虚無の存在を認識し、相互に干渉できる状態になる。
深淵
虚ろの夜の核と呼ばれる場所。煌と曜（ひかりとやみ）の祭壇の別称を持つ。
偽誕者（インヴァース）
虚無に喰われて生き残った者。
虚無の力を取り込み、特殊な能力を顕現することができる。胸にある器（ヴェゼル）が力の源であり、これを壊されるとしばらくは顕現の力を使えなくなる。
また、時間の経過とともに力が薄れ、普通の人間に戻れる場合がある。一方で、顕現の力が増した上でその力にのみ込まれてしまうと「虚無落ち」により、凶悪な虚無になってしまう場合も。
偽誕者同士の戦いの際に彼らは偽名を名乗ることが多く、ハイドのように本名を名乗る者は少数である。
再誕者（リヴァース）
現状で6人存在すると言われている、強力な顕現の力を有する者たち。
顕現化（EXS/イグジス）
偽誕者となった者に現出する能力。
虚無の場合は食らった人間の存在を基に怪異として行使。偽誕者の場合は使用者の思い描くものを実体にする。
偽誕者でないもの（主にバディスタとメルカヴァ）がイグジスと同質のものを行使できるものがあり、これはFLS（ファルス）と呼ばれる。
異能の力を引き出すものであるが、顕現を引き出された度合いによって虚ろの夜を呼び起こし易くなるといわれている。
虚ろの夜において主な活躍の場となる力だが虚ろの夜でなければ使えないわけではなく、使用に関する制限が課せられるもののどこでも行使自体は可能となっている。
ゲームではパワーゲージとして利用される（FLSの場合はそれに沿って表記も変わる）。ゲームシステムとしての詳細はEXSアクション（イグジスアクション）を参照。
自律神経回路（オートノミックナーヴ）
古来より存在する自律思考型の虚無殲滅兵器で、虚ろの夜の到来を感知して目覚め、活動を行う。
バティスタ曰く、純粋な科学力だけなら現代のほうが自分が作られた時代を凌いでいるというが、魔術を失った現代の技術で自律神経回路を作るのは不可能とのこと。ヒルダは自律神経回路のことを聞いてはいたが、実在は疑っていた。
プログラムに基づいた行動しか取れないロボットやゴーレムのような存在で、不必要なことははっきりとは思い出せないようになっている。戦術・戦略の多様性と合理性は人間のほうが持ち合わせている、とバティスタは語っている。防寒のための衣服は必要としない。また、彼女達が作られた時代の常識に基づいて行動をし、彼女達には彼女達なりの羞恥心が存在するが、それは現代の人間の常識とは違っている。
免罪封具
断裂の免罪符（インスレーター）
ハイドが所有する免罪封具のひとつ。
赤黒い刀身をもつ太刀のような形姿をしており、EXS発動と共に左手の平から現出する。
本来はとある封印を断つために存在する鍵だと言われている。
封滅の免罪符（エリミネーター）
セトが所有する免罪封具のひとつ。
青い刀身をもつ双剣で、EXS発動と共に両手のひらから現出する。
勝利台詞で名称が確認できるのみで詳細は不明だが、ストーリー中で何らかを封印するためのものとされる。
静謐の免罪符（イニシエーター）
イズミが所有する免罪封具のひとつ。
ハイドやセトの免罪封具と打って変わり刃物の形ではなく白い魚の姿をしており、常にイズミに同行している。彼女はこの封具を「エレフィ」と名付けている。
武器の詳細は不明だが、虚ろの夜と深い繋がりがあるとされる『免罪の武具』達の中でも『終り』を司る重要な役割を担っているらしい。
輪廻の秘術（リーンカーネイション）
久遠の秘術（イーモータライズ）

### 組織、集団
夜刀（やと）
古来より虚無と相対し続けてきた者たちの総称。虚ろの夜の秩序を守る面を持っていたが、その原因の一つとされている顕現の力におぼれた者が現れたことで内紛が発生。その中に光輪に攻め込まれた「光輪戦争」によって短期間で崩壊し、勢力団体としては現存しない。夜刀の姫たるリンネは、むしろ現状では滅ぼしたいと思っており距離を置いている。
光輪（リヒトクライス）
至光姫アーデルハイトを頂点としたヒエラルキー構造により統制された対虚無組織。設立メンバーであるワレンシュタインに裏切られたアーデルハイトが「男は信用できない」と考えたため、女性が非常に多い構成になっている。
また、幼くして虚無に襲われ顕現の力に目覚めてしまった子供や、家族を失った者などを保護して養育する施設、一般教養から顕現の力の扱い方や知識を学ぶ学園、虚無に対する実技訓練などを行う施設も有する。
ここの執行官は4人1組で行動する。執行官の位階は強さのランクの目安で同じ位階の者が複数存在し、実際に現在は3位が空位で4位が2人、5位以下の位階を持つ者はかなりの人数が存在する。ペーパーテストも含めた官位(ランク)による官僚主義であり、最下位の執行官の官位は10位。
忘却の螺旋（アムネジア）
偽誕者で構成された武闘派として名高い新興組織。虚ろの夜を支配しようという野望を持つ。新興勢力ゆえの小回りと勢いで短期間で実力を付けてきた。
学生自警団「EFG」
万鬼会
Exe:Late[st]クロニクルモードで初出した組織名。偽誕者が所属し、忘却の螺旋と対立関係にあった。

## テーマ曲
オープニング曲
赤い闇には幾千の
歌：東圭人
エンディング曲1
heart beat breaker.
歌：東圭人
エンディング曲2
赫、わたしが画く孤のセカイ。
歌：金城のえる
作詞は全て綾菓、作曲は来兎。

## 関連商品
関連書籍
『enterbrain mook ARCADIA EXTRA Vol.95 UNDER NIGHT IN-BIRTH スタートアップナビ』エンターブレイン、2012年10月15日、ISBN 978-4047284692
CD
「UNDER NIGHT IN-BIRTH ORIGINAL SOUNDTRACK SIDE-ABYSS」ウェーブマスター、2012年12月19日